# 20782 Markcroce
20782 Markcroce è un asteroide della fascia principale. Scoperto nel 2000, presenta un'orbita caratterizzata da un semiasse maggiore pari a 2,3178798 UA e da un'eccentricità di 0,1010464, inclinata di 0,11502° rispetto all'eclittica.